# Chilabothrus
Genre
Chilabothrus est un genre de serpents de la famille des Boidae.

## Répartition
Les espèces de ce genre sont endémiques des Antilles.

## Liste des espèces
Selon The Reptile Database (2 janvier 2022) :
- Chilabothrus ampelophis Landestoy et al., 2021[3]
- Chilabothrus angulifer (Bibron, 1843)
- Chilabothrus argentum (Reynolds, 2016)
- Chilabothrus chrysogaster (Cope, 1871)
- Chilabothrus exsul (Netting & Goin, 1944)
- Chilabothrus fordii (Günther, 1861)
- Chilabothrus gracilis Fischer, 1888
- Chilabothrus inornatus (Reinhardt, 1843)
- Chilabothrus monensis (Zenneck, 1898)
- Chilabothrus striatus (Fischer, 1856)
- Chilabothrus strigilatus (Cope, 1863)
- Chilabothrus subflavus (Stejneger, 1901)

## Taxinomie
Ce genre a été relevé de sa synonymie avec Epicrates par Reynolds, Niemiller, Hedges, Dornburg, Puente-Rolón et Revell en 2013.

## Publication originale
- Duméril & Bibron, 1844 : Erpétologie générale ou Histoire naturelle complète des reptiles. Librairie encyclopédique Roret, Paris, vol. 6, p. 1-609 (texte intégral).